# Т-62
Т-62 је име за совјетски главни борбени тенк који се производио између 1961. и 1975. и постао је стандардни тенк у Црвеној армији све до појаве Т-64 и Т-72.

### Варијанте
- T-62
- T-62A
- T-62K
- T-62M
- T-62D
- T-62MV
- Tiran-6 (Израел)

### Тренутни корисници
- Алжир[1]
- Ангола[2]
- Куба[3]
- Египат[4]
- Еритреја[5]
- Етиопија[5]
- Иран[6]
- Израел[7]
- Јужни Курдистан (Аутономна област у Ираку, која има сопствене војне снаге)
- Казахстан[8]
- Либија[1][9]
- Монголија[1]
- Северна Кореја[10]
- Русија[11]
- Јужна Осетија (међународно непризната држава)
- Сирија[12]
- Узбекистан[13]
- Вијетнам[14]
- Јемен[14]

### Именовано следовање
Т-54 - T-55 - T-62 - T-64 - T-72 - Т-80 - Т-90 - Т-95